# Gladhammars landskommun
Gladhammars landskommun var en tidigare kommun i Kalmar län.

## Administrativ historik
Den 1 januari 1863 började kommunalförordningarna gälla och då inrättades cirka 2 500 kommuner (städer, köpingar och landskommuner), tillsammans täckande hela landets yta.
I Gladhammars socken i Södra Tjusts härad i Småland inrättades då denna kommun.
Vid kommunreformen 1952 bildade Gladhammar storkommun genom sammanläggning med de tidigare kommunerna Törnsfall och Västrum.
1967 skedde sammanläggning med dåvarande Västerviks stad varvid Gladhammar upphörde som kommun. 1971 ombildades staden till Västerviks kommun,
Kommunkoden 1952-1967 var 0807.

### Kyrklig tillhörighet
I kyrkligt hänseende tillhörde kommunen Gladhammars församling. Den 1 januari 1952 tillkom Törnsfalls församling och Västrums församling.

## Kommunvapnet
Blasonering: I fält av silver ett blått treberg och däröver två stolpvis ställda och bjälkvis ordnade blå kräftor.
Detta vapen fastställdes av Kungl. Maj:t den 9 oktober 1953 och avskaffades när kommunen upphörde den 1 januari 1967.

## Geografi
Gladhammars landskommun omfattade den 1 januari 1952 en areal av 373,47 km², varav 342,61 km² land.

### Tätorter i kommunen 1960
I Gladhammars landskommun fanns tätorten Gunnebo, som hade 1 282 invånare den 1 november 1960. Tätortsgraden i kommunen var då 33,1 procent.

## Politik

### Mandatfördelning i valen 1938-1962
| 2 | 12 | 2 | 4 |

| 20 |

| 1 | 12 | 2 | 5 |

| 20 |

| 2 | 11 | 5 | 2 |

| 18 |

|  | 19 | 8 | 2 | 5 |

| 34 |

|  | 17 | 7 | 3 | 7 |

| 31 |

|  | 17 | 8 | 2 | 7 |

| 31 |

|  | 18 | 8 | 3 | 5 |

| 30 | 5 |